# Goomalling Shire
Goomalling Shire är en kommun i Australien. Den ligger i delstaten Western Australia, omkring 120 kilometer nordost om delstatshuvudstaden Perth. Antalet invånare var 1 033 vid folkräkningen 2016.
Följande samhällen finns i Goomalling:
- Goomalling
- Jennacubbine
- Karranadgin